# 単相誘導電動機
単相誘導電動機（たんそうゆうどうでんどうき）は、単相交流電力を入力とする誘導電動機である。

## 始動方式
単相交流単独では、始動トルクが得られないため、他の方法で回転トルクを与えて始動する。
始動後は、回転した回転子と交流磁界との相互作用で回転を続ける。
分相始動電気抵抗の大きな始動巻線の磁界の遅れを利用して起動し、回転数が同期速度の3/4程度に上昇後に遠心力開閉器（遠心スイッチ）で開放する。
コンデンサ始動始動用コンデンサを直列に接続した始動巻線を利用して起動する。始動トルクが大きく、始動電流が小さい。
反発始動反発形交流整流子電動機として起動し、回転数上昇後に整流子短絡装置で短絡し運転する。
くま取り巻線形固定子の一部にくま取り巻線を巻いた凸極を設け、その部分の磁界の遅れを利用して始動トルクを得る。

## 分類
- 分相起動型電動機
- 蓄電器（コンデンサ）起動型電動機
  - コンデンサ始動電動機 : コンデンサ始動電動機は始動時のみコンデンサが接続される構造のもの。分相始動と同様の遠心スイッチが必要。運転後はコンデンサが切り離されるため進相電流が生じないので、力率は分相始動形と同等である。
  - コンデンサ始動コンデンサ電動機 : 始動時2つのコンデンサが並列に接続され始動後片方のコンデンサを切り離す構造の物。切り離すためにはポジスタ（正温度特性サーミスタ）を用い、時間の経過で発熱、抵抗値の増加により切り離されたようになる。
  - コンデンサ電動機 : 始動、運転時とも1個のコンデンサが補助巻線に接続されたままで使用する電動機。
- 反発始動型電動機 : 回転子表面に整流子巻線・内部にかご形導体を配置し、整流子を遠心力開閉器で短絡し整流子巻線もかご形と同様にして運転する。
- くま取り巻線型電動機 :

| 種類                           | 始動電流 | 始動トルク | 効率 | 力率 | 出力       | 価格 | 用途                   |
| ------------------------------ | -------- | ---------- | ---- | ---- | ---------- | ---- | ---------------------- |
| 分相始動電動機                 | 大       | 小         | 中   | 中   | 200W以下   | 安   | ミシン・卓上扇風機     |
| コンデンサ始動電動機           | 中       | 大         | 中   | 中   | 400W以下   | 中   | 空気圧縮機・ポンプ     |
| コンデンサ始動コンデンサ電動機 | 中       | 大         | 良   | 良   | 750W以下   | 中   | 空気圧縮機・ポンプ     |
| コンデンサ電動機               | 小       | 小         | 良   | 良   | 200W以下   | 中   | ファン・事務機器       |
| 反発始動電動機                 | 小       | 特大       | 中   | 中   | 100 - 800W | 高   | 深井戸ポンプ・工作機械 |
| くま取り巻線形電動機           | 大       | 小         | 悪   | 悪   | 10W以下    | 安   | ファン・小型機器       |